# Aleksander Merker

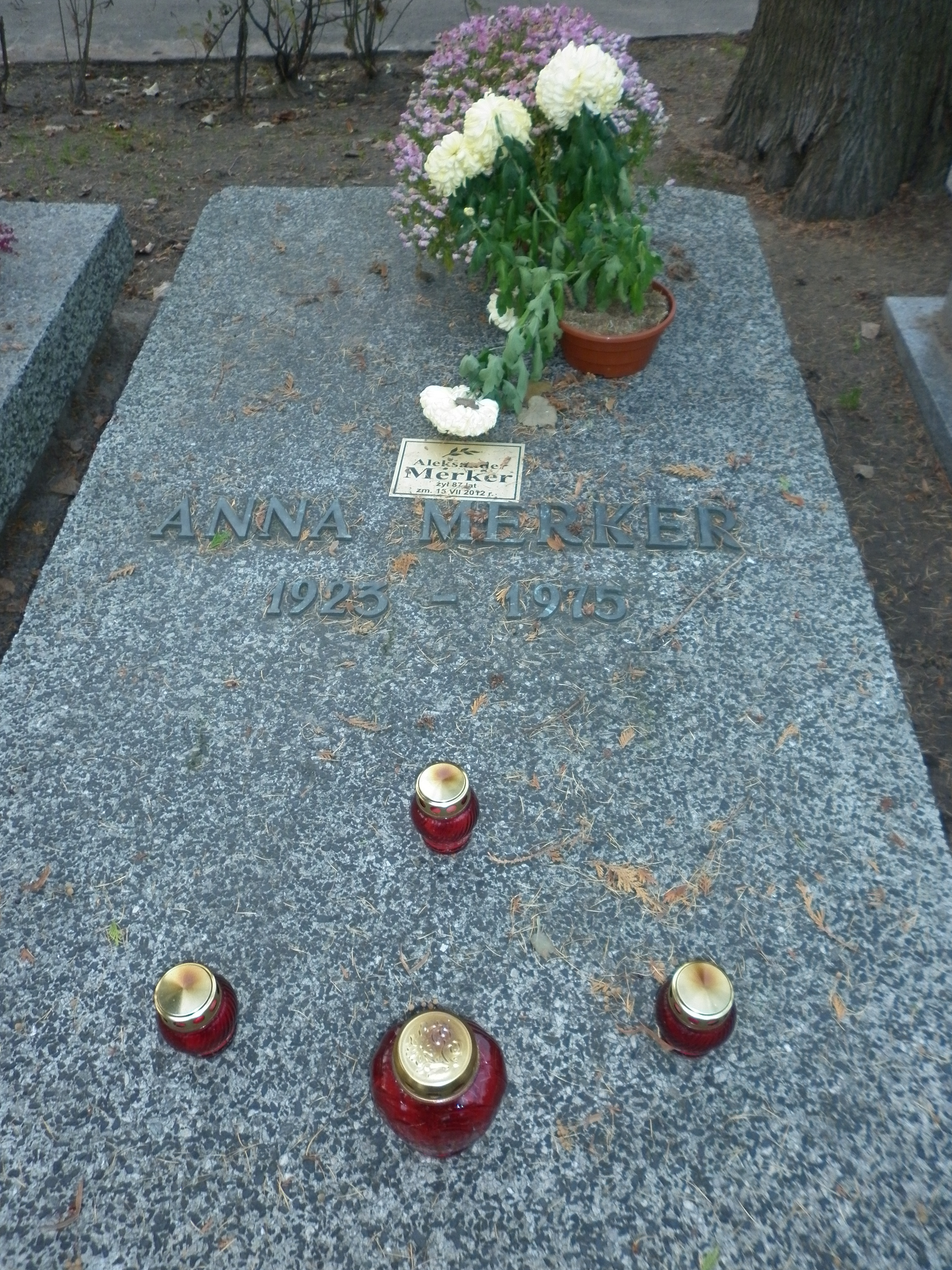
Grób Aleksandra Merkera na Wojskowych Powązkach

Aleksander Stanisław Merker (ur. 9 listopada 1924 w Oświęcimiu, zm. 15 lipca 2012) – polski prawnik, specjalista w zakresie prawa wyznaniowego, polityk, wysokiej rangi funkcjonariusz Urzędu do Spraw Wyznań.

## Młodość i edukacja
Był trzecim dzieckiem Józefa Merkera i pochodzącej z Czech Anastazji Zaruby. W rodzinnym Oświęcimiu rozpoczął naukę i przed II wojną światową ukończył trzecią klasę z czteroletniego Gimnazjum im. Stanisława Konarskiego. Naukę w tym gimnazjum, a potem liceum kontynuował po wojnie. Jednocześnie pracował w oświęcimskim magistracie. W lutym 1945 wstąpił do Związku Walki Młodych, a w październiku 1946 do Polskiej Partii Robotniczej, następnie do Polskiej Zjednoczonej Partii Robotniczej (1948-1990) i od 1999 do Sojuszu Lewicy Demokratycznej.
Po zdaniu matury, kontynuował naukę (administrację) na Wydziale Prawno-Ekonomicznym Uniwersytetu Łódzkiego. A następnie odbył uzupełniające dwuletnie studia na Uniwersytecie Warszawskim uzyskując w 1959 tytuł magistra prawa.

## Praca w administracji państwowej
Od 1956 był wicedyrektorem Gabinetu Ministra Oświaty, a od kwietnia 1959 rozpoczął pracę w Urzędzie do Spraw Wyznań jako starszy radca, następnie radca prawny, a od 1967 naczelnik Wydziału Rzymskokatolickiego. W 1972 został zastępcą dyrektora urzędu, a w 1983 dyrektorem generalnym UdSW. W okresie od 1980 do 1989 wchodził w skład Komisji Wspólnej Przedstawicieli Rządu i Episkopatu, będąc jej sekretarzem, po stronie rządowej. 
W 1990 po 31 latach pracy w UdSW został likwidatorem urzędu. W tym samym roku przeszedł na emeryturę. Również od tego roku był ekspertem w zakresie prawa wyznaniowego Klubu Parlamentarnego SLD.

## Rodzina
W 1952 poślubił tkaczkę Annę Pietrzak (zm. 1975), z którą miał dwóch synów.

## Śmierć i pogrzeb
Zmarł 15 lipca 2012 i 20 lipca został pochowany na Wojskowych Powązkach (kwatera A37-1-6)

## Publikacje
- Jan Wierusz-Kowalski (red.), Wokół soborowej deklaracji o wolności religijnej [materiały szkoleniowe], Centralny Ośrodek Doskonalenia Kadr Laickich, Warszawa, 1967.
- Tylko w Polsce... w: Pro bono Republicea. Księga jubileuszowa profesora Michała Pietrzaka, red. P. Borecki, A. Czohara, T.J. Zieliński, LexisNexis, Warszawa, 2009, ISBN 978-83-7620-262-4.